# Rådet för rättsliga och inrikes frågor

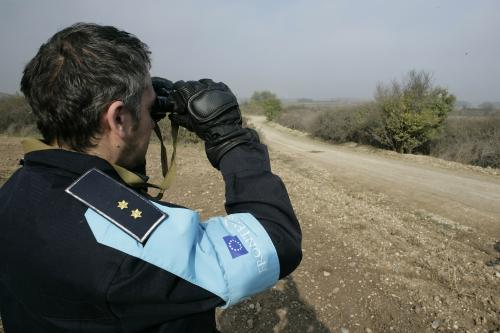
Konstellationen ansvarar bland annat för gränsförvaltning inom Schengensamarbetet.

Rådet för rättsliga och inrikes frågor (engelska: Justice and Home Affairs Council, JHA), även känt som RIF-rådet och formellt rådet (rättsliga och inrikes frågor), är en av konstellationerna inom Europeiska unionens råd med ansvar för att lagstifta och fatta andra beslut som rör området med frihet, säkerhet och rättvisa. Det sammanträder ungefär fyra gånger om året och består vanligtvis av medlemsstaternas justitie-, inrikes- eller migrationsministrar. Europeiska kommissionen företräds av olika kommissionsledamöter beroende på vilken sakfråga som diskuteras.
Ordförande är den rådsmedlem som företräder ordförandelandet. Konstellationen lagstiftar normalt i enlighet med det ordinarie lagstiftningsförfarandet, utom i frågor som rör familjerätt och operativt polissamarbete. Arbetet inom rådet för rättsliga och inrikes frågor bereds av Ständiga representanternas kommitté (Coreper).
Särskilda bestämmelser gäller för konstellationen. Europeiska kommissionen har inte ensamrätt att lägga fram lagförslag inom polissamarbete och straffrättsligt samarbete, utan lagförslag kan också antas på initiativ av en fjärdedel av medlemsstaterna. För frågor som rör Schengensamarbetet diskuteras lagförslag först i en gemensam kommitté tillsammans med Schengenländerna Island, Liechtenstein, Norge och Schweiz innan beslut fattas i rådet.
Danmark och Irland deltar delvis eller inte alls i konstellationens omröstningar på grund av sina undantagsklausuler på området med frihet, säkerhet och rättvisa. Detta innefattar även bestämmelser som rör Schengenregelverket.